# Stazione di Kumagawa
La stazione di Kumagawa (熊川駅?, Kumagawa-eki) è una stazione ferroviaria all'interno dell'area metropolitana di Tokyo situata nella città di Fussa lungo la linea Itsukaichi.

## Linee
JR East
■ Linea Itsukaichi

## Struttura
La stazione è costituita da un marciapiede laterale con un singolo binario passante in superficie. Il fabbricato viaggiatori dispone di sensore per la biglietteria elettronica Suica, e distributore automatico di biglietti, oltre alla biglietteria presenziata in alcune fasce orarie.
| 1 | ■ Linea Itsukaichi | per Akigawa, Musashi-Masuko e Musashi-Itsukaichi |
| 1 | ■ Linea Itsukaichi | per Tachikawa, Shinjuku e Tokyo                  |

## Stazioni adiacenti
| «                | Servizio         | »                |
| Linea Itsukaichi | Linea Itsukaichi | Linea Itsukaichi |
| ---------------- | ---------------- | ---------------- |
| Haijima          | Tutti i treni    | Higashi-Akiru    |